# John Chataway
John Chataway (Fort Erie, 3 maart 1947 – Toronto, 31 december 2004) was een Canadees politicus uit de regio van Nova Scotia. Sinds 1999 maakte hij deel uit van de Nova Scotia House of Assembly, de wetgevende instantie van de provincie Nova Scotia.
In februari 2000 kreeg hij een aneurysma in de hersenen en vanaf dat moment ging zijn gezondheid achteruit. Chataway gold als een groot bewonderaar van Winston Churchill en de Amerikaanse president George W. Bush.